# 罗贝瓦勒 (瓦兹省)
罗贝瓦勒（法語：Roberval，法語發音：[ʁɔbɛʁval]）是法国瓦兹省的一个市镇，属于桑利斯区。

## 地理
罗贝瓦勒（49°17'28"N, 2°41'21"E）面积4.83 平方千米，位于法国上法蘭西大區瓦兹省，该省份为法国北部内陆省份，北起索姆省，西接厄尔省和滨海塞纳省，南至塞纳-马恩省和瓦兹河谷省，东临埃纳省。
与罗贝瓦勒接壤的市镇（或旧市镇、城区）包括：吕伊、蓬潘、韦尔伯里新城。

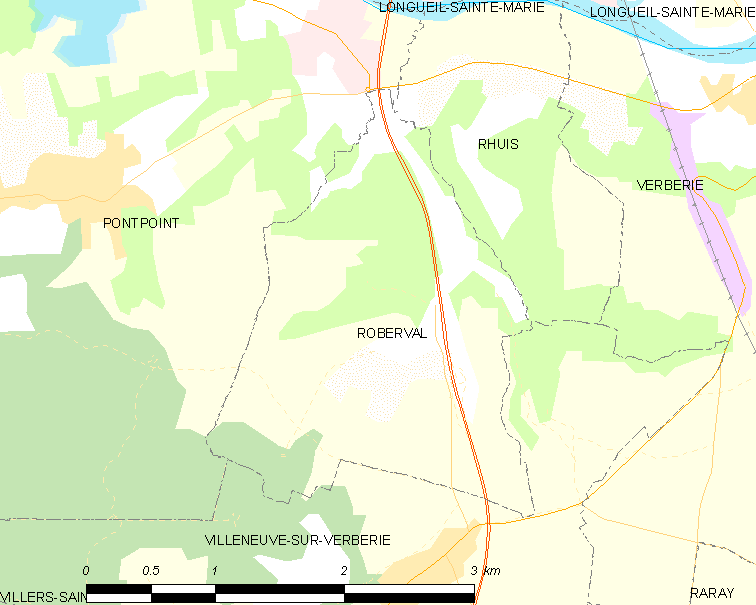
的OSM定位图

罗贝瓦勒的时区为UTC+01:00、UTC+02:00（夏令时）。

## 行政
罗贝瓦勒的邮政编码为60410，INSEE市镇编码为60541。

## 政治
罗贝瓦勒所属的省级选区为蓬圣马克桑斯县。

## 人口

1962-2008年间人口变化图示

罗贝瓦勒于2022年1月1日时的人口数量为352人。